# Кантар (вага)

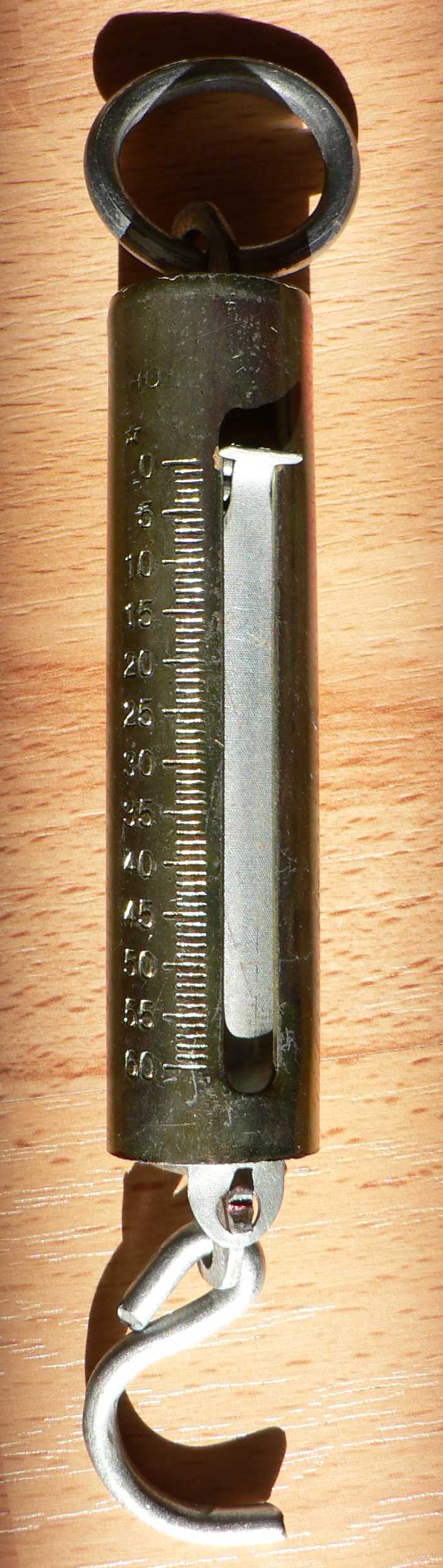
Пружинні ваги

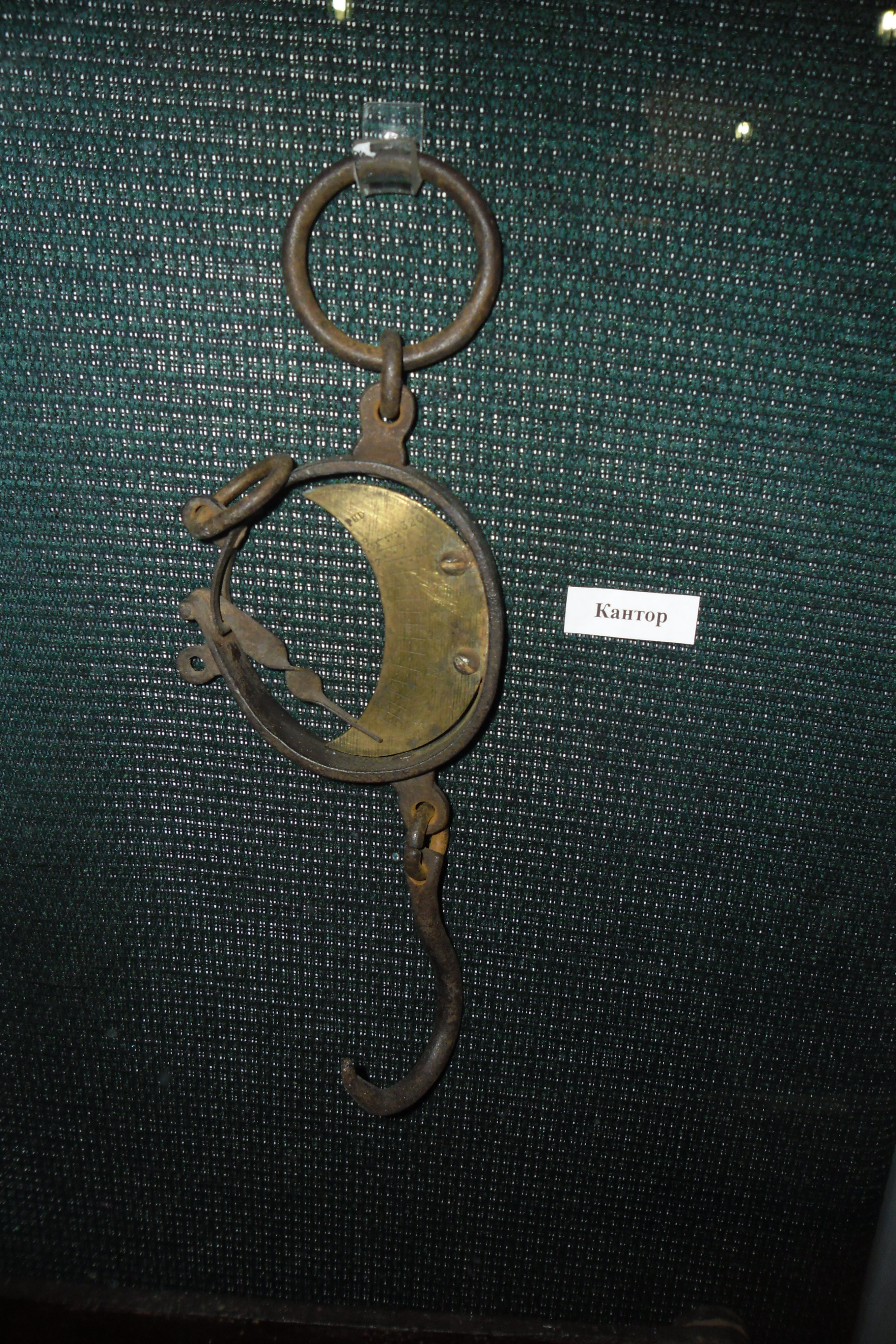
Старовині ваги. Музей у смт. Диканька.

Ручні пружинні ваги, ка́нтар, ка́нтер (від тур. kantar, що також має значення «одиниця маси»), іноді бе́змін, бе́дзвін — ручний прилад для вимірювання ваги або маси, ручний динамометр, зазвичай призначений для побутового застосування. Подовження пружини описується законом Гука.
Являють собою досить жорстку пружину, яка поміщається в корпус зі шкалою. До пружини прикріплюється стрілка. Поки до пружини не докладають зусиль, тобто не підвішений вимірюваний вантаж, вона знаходиться в стислому стані. Під дією сили тяжіння пружина розтягується, відповідно стрілка переміщається по шкалі. На підставі положення стрілки можна дізнатися масу зважуваного вантажу.
Пружинні ваги можуть додатково оснащуватися системою обертових шестірень, що дозволяє вимірювати масу предметів ще точніше. Сучасні моделі побутових вагів роблять електронними.
Як і будь-які інші ваги, ручні пружинні ваги вимірюють силу; вони градуйовані так, щоб показувати 1 кг для сили в ~ 9,81 Н.